# Minoritaire
Minoritaire (укр. У меншості) — пісня Жана-Жака Гольдмана, написана 1982 році. Вийшла в рамках вже його сольного проекту, в другому студійному альбомі «Minoritaire».

## Про пісню
Гітарна композиція «Minoritaire» створена в стилі рок-н-ролл. Вокальна партія Жана-Жака постійно супроводжується бек-вокалом чи хоровим наспівом. Пісню-маніфест того покоління оригіналів переспівували: і сам автор, і відомі французькі виконавці. Пісня дала назву (другу) для всього альбому.

## Фрагмент пісні
Фрагмент пісні (другий куплет):
J'ai donné aux curés du sauvetage collectif

J'ai joué les mêmes notes, swingué les mêmes riffs

Peu à peu, j'ai compris les données du débat

Que rien ne bouge et l'égalité par le bas

Et tant pis si la foule gronde

Si je ne tourne pas dans la ronde

Papa, quand je serai grand, je sais c'que je veux faire

Je veux être minoritaire

J'ai pas peur

J'ai mon temps, mes heures

Un cerveau, un ventre et un coeur

Et le droit à l'erreur